# Dusino San Michele
Dusino San Michele es una localidad y comune italiana de la provincia de Asti, región de Piamonte, con 933 habitantes.

## Evolución demográfica
| Gráfica de evolución demográfica de Dusino San Michele entre 1861 y 2001 |
|                                                                          |
| Fuente ISTAT - elaboración gráfica de Wikipedia                          |